# 狩野英孝
狩野 英孝（かの えいこう、1982年〈昭和57年〉2月22日 - ）は、日本のお笑いタレント、YouTuber、ミュージシャン、俳優、神職。マセキ芸能社所属。芸風はナルシシストキャラによる1人コント、クセの強い歌ネタ、リアクション芸が特徴。ミュージシャンとしては、主に『ロンドンハーツ』のドッキリ企画から誕生した50TA（フィフティーエー）として活動。第39代櫻田山神社神主。

## 来歴

### 幼少期・学生時代
宮城県泉市（現：仙台市泉区）生まれ、栗原郡栗駒町（現：栗原市）育ち。弟は放送作家の狩野孝彦。幼少期を泉市、黒川郡富谷町（現：富谷市）で過ごしたが、父が神職の資格を取得したことを機に、父の実家である櫻田山神社へ転居した。
鷹乃杜幼稚園、栗駒町立尾松小学校（現: 栗原市立栗駒南小学校）栗駒町立栗駒中学校 （現:栗原市立栗駒中学校）、宮城県築館高等学校を卒業後、俳優を志して上京。なお、高校では弓道部に所属し、宮城県代表選手にも選ばれる。
高校生時から漠然と芸能の道に進みたいとも考えていたことから、ウッチャンナンチャンや出川哲朗などを輩出した日本映画学校に入学し卒業。卒業間際に友人に誘われて観に行ったマセキ芸能社のお笑いライブに出演していたナイツ、いとうあさこ、パッション屋良に刺激を受け、お笑いの世界に進む決意を固めた。

### お笑い芸人として
2003年4月より芸人として本格的に活動を開始。芸人として初舞台に挑んだが、半年間ほどネタが観客に全く受けず、そのストレスで血尿が止まらなくなる。病院でナットクラッカー現象と診断され、のちのナルシシストキャラが出来るまでこの症状に苦しんだ。
2023年にみやぎ絆大使、栗原市の観光大使およびドリームアンバサダーを受嘱している。

### 神職として
2000年4月、櫻田山神社38代目宮司である父親（2012年9月死去）から宮司を継ぐ予定であったが、神主になる事に反発し、高校卒業と同時に上京。神主の資格を取得出来る学校へは進学しなかった。
2008年にトーク番組『国分太一・美輪明宏・江原啓之のオーラの泉』（テレビ朝日）で江原啓之、美輪明宏に神社を継ぐように説得される。
2009年4月12日に父親の主催で櫻田山神社で無料ライブを開催し、アカペラ・ギャグ・撮影会などを行い、約4,000人の観客を集めた。7月、バラエティ番組『サンドのぼんやり〜ぬTV』（東北放送）の番組内企画として、狩野と伊達みきお・富澤たけしの顔型をとった像「ミヤギケンタウルス」を制作。仙台パルコ前などを経て、2014年に櫻田山神社へと移送し、境内に置かれることとなった。
2011年3月の東北地方太平洋沖地震（東日本大震災）で神社が被災し、鳥居が倒れるなどの被害を受けたが、同年8月までにほぼ復興。東日本大震災を契機に兼ねてから考えていた弟とともに神社を継ぐ意向を明かした。「老けてきた親を思うと準備することも親孝行」と「運が悪かったら、両親は亡くなっていたかもしれない」と話した。
2014年夏、國學院大學において東京都神社庁主催の神職養成講習会を約1か月受講し、神社本庁「階位検定講習会に関する規程」の定める神職階位（直階）を取得。神職養成講習会にて、神職の資格を取得するに当たり、トレードマークであったロングヘアを断髪した。
2016年3月、神主の資格を取った際は、神職を務めている時には芸人のような言動はとらないように努めている。年末年始は神社の仕事に集中するために帰省し、生放送の新春番組などは出演を辞退している。なお、弟の孝彦も神主の資格を有している。

### 音楽活動
高校生時代に『進め!電波少年』（日本テレビ）の企画であった猿岩石のヒッチハイクの旅に憧れる。男なら死ぬまでに一度はヒッチハイクをやるべきと考え、高校3年生の夏休み1か月をかけてヒッチハイクの旅に出ることを決意。
当時はギターを始めたばかりでもあり、当時大ファンであった音楽グループ19の出身地である広島へ行き、19のようにストリートでライブを行いスキルを上げようと考えた。親からは反対されたが、朝食を食べた後、ギターを抱えて国道に飛びだして行き親指を突き立てた。停まったトラックに「どこまででもいいから乗せて行ってほしい」と頼んだところ、広島行きの長距離トラックであったことから広島に到着。さらに運転手から「広島で荷物を降ろしたら仙台に連れて帰ってやるよ」と声を掛けられ、同じトラックで仙台に帰った。
日本映画学校在籍時は新百合ヶ丘駅周辺で路上ライブを行い、シンガーソングライターとして活動していた。
2008年8月にシングル『ようこそ!イケメン☆パラダイス』でメジャーデビュー。
2009年から「50TA」名義で活動開始。10月20日、幕張メッセで音楽ライブを開催した。11月に「桜田神邪（さくらだ しんや）」名義で作詞・作曲した青木さやかの『ノコギリガール〜ひとりでトイレにいけるもん〜』のCDがリリースされた。またバラエティ番組『爆笑レッドシアター』（フジテレビ）のメンバーとの音楽ユニット「レッドシアターズ」に参加し『風になりたい』のCDがリリースされた。
2010年2月、歌・作詞・作曲を担当した11曲が収録された1作目のアルバム『50TA』を発売。5月、Shibuya O-EASTで、音楽LIVE『50TA LIVE REVOLUTION』を開催。
2011年2月、六本木ヒルズアリーナで行われたバラエティ番組『ロンドンハーツ』（テレビ朝日）のイベントに50TAとして出演。
2012年にNHK東日本大震災プロジェクトに参加し、『花は咲く』の音楽メンバーとして歌唱参加。
2016年、EX THEATER ROPPONGIで、音楽ライブ『AbemaTV開局記念 金曜★ロンドンハーツ 50TAプレミアムLIVE in JAPAN』を開催。
2020年から「EIKO」名義でも活動を開始し、遠藤章造（ココリコ）との音楽ユニット「遠藤と狩野」の活動も開始。
2021年3月、ほーみーずの『もういちど』のミュージック・ビデオに出演。7月14日、『FNS歌謡祭』（フジテレビ）にももいろクローバーZ、木梨憲武（とんねるず）、遠藤章造、堀内健（ネプチューン）とのコラボ音楽ユニット「ももクロちゃんと木梨とココリコ遠藤と結婚した狩野とホリケン」のメンバーとして出演し、歌・作詞・作曲で参加した楽曲「最高な毎日にするために自分からグイッと動き言葉に気をつけしかけは早め全て面白がり答えは追い追いやってくる」を披露した。7月26日、ケツメイシの『パーリーピーポー』のミュージック・ビデオに出演。12月、初の写真集『狩野英孝写真集「スーパースター」』を出版。
2022年2月、俳優の勝地涼とのコラボ音楽ユニット「遠藤と狩野と勝地」でクセの強いカバーソングを披露し、4月にはゆずとのコラボ音楽ユニット「EIKOとゆず」で『栄光の架橋』のアレンジソング『EIKOの架け橋』を披露した。10月14日、豊洲PITにて音楽LIVE『EIKO!GO!! SPECIAL LIVE 〜SANJO!〜』を開催。
2024年7月3日、EXシアター六本木で「50TA 15周年記念 これで見納め?完全燃焼ライブ」を開催。
2025年7月18日、ミュージックステーションに「50TA」として初出演した。

### 俳優として
2008年4月、ドラマ『プロポーズ大作戦』にキャバクラのボーイ役で出演し俳優デビューした。
2009年、ドラマ『ザ・クイズショウ』に本人役で出演。ドラマ『本音バナナ』に出演。
2011年、特撮『ハイパーヨーヨーバーニング』に出演。
2012年、ドラマ『花のズボラ飯』に出演。
2013年、ドラマ『よろず占い処 陰陽屋へようこそ』第7話にゲスト出演。
2015年、ドラマ『容疑者は8人の人気芸人』『独眼竜 花嫁道中～宮城発地域ドラマ～』に出演。
2018年、Vシネマ『ギャングシティ 大阪黙示録』に出演。
2024年、ドラマ『婚活1000本ノック』『無用庵隠居修行8』、舞台『AGASA』「ナビレラ』に出演。

### 声優として
2008年10月、アニメ『美肌一族』に出演し声優デビューをした。
2009年2月、PlayStation 2の『新宿の狼』に出演し、ゲーム初出演した。
2021年11月、スマホゲームアプリ『夢職人と忘れじの黒い妖精』に出演することが発表された。
2022年1月17日、PlayStation 4など対応の「PUBG」に狩野のボイスカードが実装。「勝手に斧振らないで」を「勝手に銃撃たないで」など狩野のネタをモチーフにしたセリフなどがある。1月31日、スマホゲームアプリ「ガールフレンド（仮）」にゲスト出演した。
2023年9月21日、PCゲーム「ENDLESS Dungeon」に出演した。
2024年2月、オリジナルゲーム「Street Fighter II POCKY EDITION」に狩野をモデルにした新キャラクター「EIKO」役で出演。「ローズセレモニー」「エイコーゴー」といったオリジナルの必殺技が使えるようになっている。

### 動画配信者として
2019年12月29日にYouTubeチャンネル「EIKO!GO!!」を開設し、2020年1月1日からYouTuberとしての活動を開始。主に「Dead by Daylight」、「バイオハザードシリーズ」、「Minecraft」、「モンスターハンターワイルズ」のゲーム配信を行っている。「Dead by Daylight」では、コントローラーの誤作動によりアイテムの斧が振られ続け、その際に「勝手に斧振らないで」と言い続けたシーンが話題となり、Twitterで「狩野英孝 斧」がトレンド入りした。
吉松ゴリラは狩野について「『ゲーム配信×芸人』のジャンルで先駆けとなった人」とし、狩野のゲーム配信について「ゲーム配信に興味ない人でも笑える」「笑わない人いるの？」と評した。また、狩野の魅力について「“普通のミスやハプニング”が、“ミラクルに映る”」「『人』として惹きつける力が強いから、ほんの小さなハプニングを大きな笑いに変える事ができる」と評した。
2020年5月26日、OPENREC.tvでチャンネルを開設。
2022年2月17日、吉本興業主催のGAME STREAMER AWARD 2021の話題賞（ニュース・ソーシャルで話題になったストリーマー）を受賞。
2023年4月8日にYouTubeのサブチャンネル「EIKOちゃんち。」を開設。「EIKO!GO!!」で配信された「Dead by Daylight」の総集編をアップしていたが、2024年5月、同じ運営チームによるチャンネルであるものの無断転載と判断され収益がストップする事態となり公開を停止し、総集編は「EIKO!GO!!」で再アップされている。その後は「8番出口」や「スイカゲーム」などの動画がアップされている。
2023年12月20日、「Dead by Daylight」のオンライン大会『EIKO!CUP!!』を開催。

#### YouTubeチャンネル登録者数推移
- 2020年4月27日、チャンネル登録者数が10万人を突破[動画 4]。
- 2021年5月24日、チャンネル登録者数が100万人を突破[動画 5]。
- 2023年3月2日、YouTubeのチャンネル登録者数が150万人を突破[動画 6]。
- 2024年4月26日、YouTubeのチャンネル登録者数が200万人を突破[71]。

## 芸風
一人芝居でのコントをメインとする。デビュー当時はネタの作り方を知らず、周囲からのアドバイスを受けながらキャラクターを作り始め、ちびまる子ちゃんの登場人物・花輪和彦をモデルにした勘違いナルシシストキャラクターを確立。そこからさまざまな職業の人物になりきり、それぞれを自称イケメンのナルシシストキャラとして演じる。ネタ中の以下のギャグないしフレーズが有名である。
- 「ラーメン・つけ麺・僕イケメン」
- 「赤貝・ミル貝・ナイスガイ」
- 「いーけないんだ、イケメンだ」
- 「スタッフゥー、スタッフゥー」
- 「楽しい・嬉しい・僕セクシー」
- 「ウェルカム・ウェルカム・僕ハニカム」

なお、売れる前は紺のリクルートスーツでネタを行っていた。 当時交際していた女性から白のスーツをプレゼントされてからオーディションに通ることが増えてブレイクに至った。白スーツのモチーフは映画「サタデーナイトフィーバー」のジョン・トラボルタ。非常にダサいスーツに加え、大してイケメンでもない狩野が自ら「僕イケメン！」と恥ずかしげもなく豪語するという綿密に計算されたスタイルが成功につながった。
バラエティ番組『笑神様は突然に…』（日本テレビ）の企画では、チーム東北のメンバーとして同郷のサンドウィッチマンと共に林家たい平のもとを訪れて弟子入りし、「東北亭 櫻田さん」の寄席名で寄席デビューし、落語を披露した。
歌唱力と編曲力を活かして有名曲にクセの強いアレンジを加える歌ネタも披露している。遠藤章造（ココリコ）とのクセの強い音楽ユニット「遠藤と狩野」では主にギターとボーカルを務めている。
リアクション芸人としても評価が高く、有吉弘行からは正当なリアクション芸人の継承者と言われ、リアクション芸人の代表格である上島竜兵からも狩野のリアクション芸を評価されている。また上島竜兵や出川哲朗とはリアクション芸人のトリオとしての「上島・出川・狩野 笑いの神に愛された男たち」（BeeTV）で共演している。
お笑いのネタ以上に天然のキャラクター自体が抜群に面白いともされており、『ロンドンハーツ』などでのドッキリ企画では「神がかり的な天然ぶり」とも評されている。
また、いじられキャラとしても評価されており、お笑い芸人評論家のラリー遠田は「いじれば必ず何か面白いことが起きる。イジられ枠のなかでは最強のカード」と話しており、2013年5月時点で出川哲朗とともにひな壇芸人の「いじられ枠2トップ」と位置づけている。

### 影響
出川哲朗のことを尊敬しており、若手時代に狩野が番組企画でドッキリを仕掛けられることが多くなり、当時は「何が面白いのか、何がおいしいのか全然分からなかった」「なんでこんなひどいことをするんだろう」と苦悩し、事務所の先輩である出川に相談すると「ドッキリに引っ掛かった時は、どんなに辛くても大変でもスタッフには『ありがとうございました』って頭を下げなさい」とアドバイスをされ、行動に移していくと「ドッキリの狩野英孝は面白い」とスタッフから高評価を得て仕事がどんどん増えていき、狩野は「出川さんの教えのおかげでスキルアップできた」と感謝を述べている。また、出川から教わったことを事務所の後輩の小宮浩信（三四郎）にも伝え、小宮も実践している。

## 人物

### 性格
「早稲田大学マグネットプレス」のインタビュアーは、「生の狩野さんは想像以上に気さくで礼儀正しく、非常に真面目な印象を与える方だった」「まるで仲の良い先輩と一緒にいるような心地よい時間だった」と綴っている。

### 音楽
芸能界に入って一番会いたかったグループは2001年に解散した野猿。学生時代から応援しており、2009年にバラエティ番組『とんねるずのみなさんのおかげでした』（フジテレビ）へ自身が出演した際、解散から8年後もスタッフとして働いているメンバーに会ったときは本当に驚いたという。
L'Arc～en～Cielのファンであり、トークバラエティ番組『アメトーーク!』（テレビ朝日）では「L'Arc～en～Ciel芸人をやって欲しい」と何度も直訴していた。2022年2月3日放送回で実現した。

### 趣味
2019年に初めてプロ野球を球場で観戦して以降、東北楽天ゴールデンイーグルスのファンであり、則本昂大、松井裕樹とも親交がある。

### 親交
浮所飛貴（美 少年）の父と親交がある。「(株)世界衝撃映像社」の企画で頻繁に海外ロケに行った時に、同行スタッフの1人が浮所の父であった。浮所の父から「息子がジャニーズ事務所に入ることになったので、いつか共演したらお願いします」と言われ、のちに『VS魂』（フジテレビ）で共演した。

### アレルギー
100種以上のアレルギーを持っており、食べ物では甲殻類、米、小麦、大豆、ナッツ、さくらんぼ、桃、リンゴなどを挙げ、他に植物の花粉、動物のフケなどにもアレルギー反応を起こすと話している。食生活については主に食肉と魚を食べて過ごしている。花壇があれば避け、下水道と繋がるマンホールを避け、肌の保湿に気をつけてアレルギー症状を抑えている。

## 私生活
2012年に5年ほど交際していた一般女性と結婚。同年3月19日発売の「FLASH」（光文社）にて不倫を報道され、ブログで謝罪。2014年に離婚した。
2016年に当時交際していた川本真琴のTwitterをきっかけに同時期に交際していた加藤紗里との2股が報道がされる。同年2月に川本とは既に別れており、加藤が本当の恋人であると訂正した上で複数交際は全て事実であることを認め謝罪。のちに加藤とも別れている。この不祥事が報じられた際、次々に女性関係が発覚し8股をしていたと報道された。
2017年1月20日発売の「FRIDAY」（講談社）にて、当時17歳のアイドルの女性との交際疑惑が掲載された。1月21日にこの件に関して東京都内で謝罪会見を開き、その後の芸能活動を当面自粛することを発表し、アイドルの女性とも別れた。6月1日、所属事務所より謹慎解除を発表し、芸能活動を再開した。この謝罪会見は清水ミチコに「ものすごく面白かった」などと評価された。
謹慎から復帰後、バラエティ番組の中で8股交際について振り返った際、「否定もしてないですけど、認めてもいない」とした上で、恋人であると主張する女性の中にはとっくに別れていた元カノや飲食店でただご飯を一緒に食べただけの女性も含まれていたと明かしている。また、狩野の恋人であると嘘をついている女性が報道番組のインタビューにも応じていたと回顧。2020年の自身のYouTubeチャンネルの動画でも「俺は何に巻き込まれてるんだろう」と当時の複雑な心境を明かしている。
2021年6月15日に一般女性と入籍し、再婚。再婚については「FRIDAY」（講談社）の独占告白として発表した。
2023年10月15日放送の『仙台市青葉区 かのおが便利軒』（仙台放送）にて、第一子女子の誕生を発表した。子供を授かるまでは、家庭を持つ人々の「家に帰るのが楽しい」「仕事と仕事の合間に1回家に帰る」といった発言を懐疑していたが、「もっと早く味わいたかったっていうぐらい、楽しみですね」と考えが変わったと話している。

## 騒動
2011年4月16日に新幹線で移動中の列車内で置引き被害に遭い、ネタ帳や運転免許証などが盗難される。その後、ブログで「財布に入っているお金全部あげます。その代わりちょっとでもいいんで（東日本大震災の義捐金）募金してください」と投稿した。
2012年3月16日深夜に腹痛を訴えて病院に搬送され、翌17日に急性虫垂炎穿孔限局性腹膜炎と診断された。午前中に緊急手術を受け、4月2日に退院した。

## 出演

### テレビ番組

#### 現在
レギュラー番組
- 怪談のシーハナ聞かせてよ。（エンタメ〜テレ☆シネドラバラエティ、2016年1月11日 - ） - MC
- 仙台市青葉区 かのおが便利軒（仙台放送、2018年9月16日 - ） - 副社長
- 岩井 狩野 えびちゅうの推しかるちゃー （毎日放送、2024年4月30日 - ） - MC
- かのサンド（フジテレビ、2025年4月20日 - ） - 進行[107][108]

準レギュラー番組（または不定期出演）
- ネプリーグ (フジテレビ)
  - 2008年2月4日 若手芸人チーム
  - 2009年4月13日 若手芸人チーム
  - 2010年5月10日 ネプチューンチーム
  - 2013年4月1日 芸人チーム
  - 2013年5月27日 芸人チーム
  - 2014年3月10日 SexyZoneチーム
  - 2014年5月5日 SexyZoneチーム
  - 2014年7月14日 ネプリーグオールスター
  - 2023年11月6日 ネプトラベル
  - 2024年11月4日 ネプリーグチーム
- 炎の体育会TV（TBSテレビ、2012年 - ） - 「弓道」企画に出演。2012年に「体育会TV 弓道部」を発足させ、部長を務めている。
- アメトーーク!（テレビ朝日）- 「麻雀芸人」「ギター大好き芸人」ではパネリスト側のゲストとして出演しているが、それ以外ではオブサーバー側のゲスト（知らないゲストなど）として出演している。
- ロンドンハーツ（テレビ朝日、2016年4月 - ）
- サンドのぼんやり〜ぬTV（東北放送、2008年4月 - ） - 準レギュラーに近い形で、頻繁にゲスト出演。
- 千鳥のクセスゴ!（フジテレビ） - 「EIKO」名義で出演。
- 狩野英孝のクセうまラーメン（アクロ制作、2022年4月 - ）[109]
- 巷のウワサ大検証!それって実際どうなの会（2024年7月8日 - 、TBSテレビ）「ワケあり駐車場」

#### 過去
レギュラー番組
- 狩野英孝★熱血アイドルアカデミー アキパラ嬢（静岡第一テレビ、2009年7月14日 - 8月18日）[注釈 3][110]
- 小島×狩野×エスパー3P（TOKYO MX、2010年4月3日 - 6月26日）
- モヤモヤさまぁ〜ず2（テレビ東京、2014年10月11日 - 2016年3月26日）
- 狩野英孝のきんぐすろーど（メ〜テレ、2009年10月1日 - 2009年12月24日）
- 狩野英孝のナデシコ de Knight〜cooking〜（東北放送、2011年10月6日 - 12月30日） - MC
- 未来広告ジャパン!（NHK Eテレ、2015年4月2日 - 2017年1月18日）[注釈 4]
- MONDO式 麻雀 SEASON 5（MONDO TV、2016年）
- 超ポンコツさまぁ〜ず（テレビ東京、2016年4月2日 - 2017年1月14日）[注釈 5] [注釈 6]
- 小島よしお&狩野英孝のチャリお遍路[111]（BS12 トゥエルビ、2018年4月8日 - 2019年3月17日）
- エイコーさん＜フジテレビからの！＞（フジテレビ、2019年1月10日 - 6月21日）[112] - BARのマスター（MC）
- 小島よしお＆狩野英孝のチャリお遍路（BS12 トゥエルビ、2018年4月8日 - 2019年3月19日）
- 東北魂TV（BSフジ、2011年10月16日 - 2017年1月15日、2017年10月15日 - 2021年3月21日）
- 土曜動画王～金の盾を手にする方法〜(TOKYO MX、2020年10月10日 - 2021年3月27日)
- サンド道楽（BSフジ、2021年4月4日 - 2022年10月2日） - 神（天の声）
- 遊戯配信 e-Strangers (TOKYO MX、2021年4月3日 - 2022年3月26日)
- パジャピコ（テレビ朝日「お願い!ランキング」火曜日）、2024年4月2日 - 9月17日） - MC
- 神様、一生のお願いです。（テレビ朝日、2025年5月6日 - 28日）- MC[113]

準レギュラー番組（または不定期出演）
- 金曜★ロンドンハーツ（テレビ朝日、2008年 - 2016年3月） - 準レギュラー
- ボニータ!ボニータ!! 〜名古屋ガールズコレクション〜（テレビ愛知、2007年8月 - 2010年3月） - 準レギュラー
- スター☆ドラフト会議（日本テレビ、2011年4月12日 - 2013年3月5日） - 準レギュラー（イジリ隊→スター☆アドバイザー）
- それって!?実際どうなの課（中京テレビ） - 「ワケあり物件」「ワケあり駐車場」のコーナーに出演。

スペシャル番組
- お笑いゆとりスリー（フジテレビ、2016年3月25日） - MC
- 8Bang!（仙台放送）
- 「みやぎ応援バラエティー カノ☆パン参上」は狩野英孝とパンサーの冠番組（不定期特番）
  - #02 『みやぎ国際交流グルメツアー』（2013年5月25日）
  - #07 『カノ☆パン 〜 宮城県民のお悩み解決スペシャル』（2013年12月28日）
  - #11 『カノ☆パン 〜 狩野 vs 尾形 炎の5番勝負 仙台春の陣』（2014年4月26日）
  - #12 『カノ☆パン 〜 伊達男で行こう! 仙台初夏の陣』（2014年6月28日）
  - #14 『カノ☆パン 〜 夏休みダヨ!狩野とパンサーなりゆきまかせに松島の陣』（2014年8月30日）
  - #15 『カノ☆パン 〜 宮城県民230万人に告知しまくる秋の陣』（2014年10月25日）
  - #19 『カノ☆パン 〜 泣いて、笑って、笑顔で卒業 みんなの門出を祝う春の陣』（2015年3月28日）
  - #20 『カノ☆パン 〜 故郷に錦を飾る? 栗原の旅 春の陣』（2015年4月25日）
  - #21 『カノ☆パン 〜 結婚できない男たち! 宮城でモテまくりの陣』（2015年6月27日）
  - #22 『カノ☆パン 〜 夏の思い出を作ろう! AKBとBBQの陣!』（2015年8月29日）
  - #24 『カノ☆パン 〜 秋の蔵王を満喫!ハッピー自腹サイコロツアー』（2015年10月24日）
  - #26 『カノ☆パン 〜 悩める宮城県民を救え!』（2016年2月6日）
  - #27 『カノ☆パン 〜 悩める宮城県民を救え!ハッピーウエディングSP』（2016年3月26日）
  - #28 『みやぎ応援バラエティー カノ☆パン参上!』（2016年11月19日）

その他

### ラジオ番組

#### 現在
レギュラー番組
- AuDee CONNECT（2022年4月4日 - 、TOKYO FM） - 月曜パーソナリティ
- まんが王国 presents 世界はまんがで出来ている！（2020年8月 - 、TOKYO FM）[114]

#### 過去
- 狩野英孝ののーぎゃらくん（文化放送）
- レコメン!（文化放送）
- DJ Tomoaki’s Radio Show!（2009年5月14日、下北FM）
- RADIPEDIA（木曜日不定期出演、J-WAVE）
- 山崎怜奈の誰かに話したかったこと。（2023年2月27日、TOKYO FM） - 山崎怜奈休暇時の代理パーソナリティ
- 狩野英孝と品川祐のGame Talkin' Club（2024年4月5日 - 9月27日、Amazon Audible）[115]

### Web番組
- 狩野英孝の激写!!パチパチパパラッチ（ジャンバリ.TV）
- 即席恋人〜INSTANT LOVER（BeeTV）
- 狩野英孝の行くと死ぬかもしれない肝試し（BeeTV）
- HITOSHI MATSUMOTO presents ドキュメンタル シーズン5（2018年4月20日 - 5月18日、Amazon Prime Video）
- アベマ大縁日〜人気番組勢ぞろい！神宮花火大会生中継で豪華プレゼント大放出SP〜（2018年8月11日、ABEMA）[116]
- 石橋貴明プレミアム（2021年3月20日、ABEMA）[117]
- 恋するメソッド（2021年6月28日 ‐ 、ABEMA） - MC[118]
- トークサバイバー！～トークが面白いと生き残れるドラマ～（2022年3月8日、Netflix）
- 風雲!たけし城（2023年4月21日 - 、Amazon Prime Video）
- ロンドンハーツ 究極恋愛シミュレーション ラブマゲドン 全3回（2023年9月12日 - 26日、TELASA）[119]
- CAPCOM TV!! (2023年 - )
- CHANCE & CHANGE（2024年2月28日 - 、ABEMA）
- 脳汁じゅ〜す（2024年8月4日 ‐ 、ABEMA） - MC
- トークサバイバー!ラスト・オブ・ラフ（2024年9月3日、Netflix）[120]
- シークレットNGハウス（2025年3月27日 - 、Amazon Prime Video）[121]

### CM
- マンダム「ギャツビー」（2005年）
- 東洋水産 マルちゃん麺づくり「みんな食べてる」篇（2008年8月 - ）
- TSUCHIZAKI BC（パチンコ店）「イケ面教師」篇（2008年9月 - ） - 秋田ローカル
- キング観光（2008年、東海地区ローカル）
- スパイク「侍道3」（2008年11月 - ）
- スパイク「喧嘩番長3 全国制覇」（2008年11月 - ）
- ユニリーバ 洗剤ドメスト・ジフ（2008年11月 - ） - ドメスト&ジフ・キャンペーン
- トヨタ自動車「カローラルミオン」（2008年11月 - ） - アメブロ+テレビ朝日タイアップCM、はるな愛と共演
- ネクソン「アラド戦記」（2012年11月 - ） - 出川哲朗と共演
- Y!moble「宮城県限定」（2016年2月 - ） - ふてにゃんと共演
- キリン「のどごし<生>」（2015年 - ）[122]
- スクウェア・エニックス「星のドラゴンクエスト」（2016年）[123]
- ユービーアイソフト「イモータルズ フィニクス ライジング」（2020年12月 - ） - 飯豊まりえと共演
- Elex ウォーキングデッド・サバイバー（2021年10月28日 - ）[124]
- LINE 「LINEギフト クリスマス」編（2021年12月1日 - ）[125]
- 日本蒸留酒酒造組合 焼酎SQUARE（2022年4月4日 - ） - アンバサダー就任[126]
- MIXI「タワーオブスカイ」（2023年8月29日 - ）[127]
- LINEMO「#ラインモの大クセ到来ンモ」（2023年9月21日 - ）[128]
- Wanda Cinemas Games 聖闘士星矢レジェンドオブジャスティス「聞き間違い編」、「ダンス編」（2023年 - ）[129]
- バンダイナムコエンターテインメント「SAND LAND(PS5)」（2024年3月24日 - ）
- 中京競馬場（2024年11月 - 12月）
- ワーナーブラザースジャパン「マインクラフト/ザ・ムービー」（2025年4月11日 - ）

### ドラマ
- プロポーズ大作戦スペシャル（2008年、フジテレビ） - キャバクラのボーイ 役
- 本音バナナ（2009年4月、フジテレビ）
- ザ・クイズショウ第5話（2009年、日本テレビ） - 本人 役
- ハイパーヨーヨーバーニング（2011年9月、テレビ東京） - 愛野狩人 役
- 花のズボラ飯 第8話（2012年12月12日、TBSテレビ） - 天気予報のお兄さん 役
- よろず占い処 陰陽屋へようこそ 第7話（2013年11月19日、関西テレビ） - ホスト 役
- 容疑者は8人の人気芸人（2015年4月18日、フジテレビ） - 神主 役
- 独眼竜 花嫁道中～宮城発地域ドラマ（2015年7月24日、NHK）
- 婚活1000本ノック 第7話（2024年2月28日、フジテレビ）- ミレニアム / 糸井 役
- 4K時代劇スペシャル 無用庵隠居修行8（2024年9月23日、BS朝日） - 弥吉 役

### 映画
- 君にラヴソングを（2010年5月11日、ユニバーサルミュージック） - ラジオパーソナリティー 役
- LIQUID（2014年7月、テレ朝動画） - 修二、ユキオ 役（主演・監督・脚本も担当）
- 内村さまぁ～ず THE MOVIE エンジェル（2015年9月11日、東宝映像事業部）

### Vシネマ
- ギャングシティ 大阪黙示録（2018年） - ウチダ（バトルファミリー） 役

### 舞台
- 舞台『AGASA』（2024年4月18日、EX THEATER ROPPONGI）[130]
- ミュージカル『ナビレラ』（2024年5月18日 - 6月8日、シアタークリエ） - ドクチュルの次男 / TVプロデューサー 役[131][132]

### アニメ
- 美肌一族（テレビ東京） - 祐天寺龍哉 役

### 吹き替え
- マインクラフト/ザ・ムービー（2025年） - チャンガス 役[133]

### ゲーム
- 新宿の狼 - 本人 役[134]
- 夢職人と忘れじの黒い妖精 - ジョー 役[135]
- PUBG MOBILE - 本人 役[136]
- ガールフレンド（仮） - 悪配信男 役
- ENDLESS Dungeon - ファッシー 役[137]
- Street Fighter II POCKY EDITION - EIKO 役[138]

### 単独ライブ
- スペシャルパンキッシュガーデン 狩野英孝ファーストライブ『Ciel』（2008年8月24日、新宿シアターモリエール）

### MV
- ほーみーず「もういちど」(2021年3月11日)[39]
- ケツメイシ「パーリーピーポー」(2021年7月26日)[41]